# Jean-Pierre Fabre de l'Aude
Pour les articles homonymes, voir Fabre.
Jean-Pierre Fabre, plus connu sous le nom de Fabre de l'Aude, né à Carcassonne le 8 décembre 1755 et mort à Paris le 6 juillet 1832, est un révolutionnaire français.

## Biographie

### Sous la Révolution
Jean-Pierre Fabre est avocat au parlement de Toulouse sous l'Ancien Régime. Il fut, en 1783, député aux États de Languedoc.
Partisan modéré des idées de la Révolution française, il reçut, en 1790, une commission du roi pour organiser le département de l'Aude. Il remplit ensuite les fonctions de procureur général syndic du département, puis celles de commissaire royal près le tribunal criminel de Carcassonne en avril 1792. La même année, il démontra la possibilité du dessèchement de l'étang de Marseillette, dont les États du Languedoc avaient conçu le projet, prétendu impraticable, et qui fut mis à exécution quelques années après, par les soins de Mme Lawless (née Coppinger à Dublin le 1er février 1761, veuve de John Lawless).
Trop modéré, il fut proscrit sous la Terreur.

### Sous le Directoire

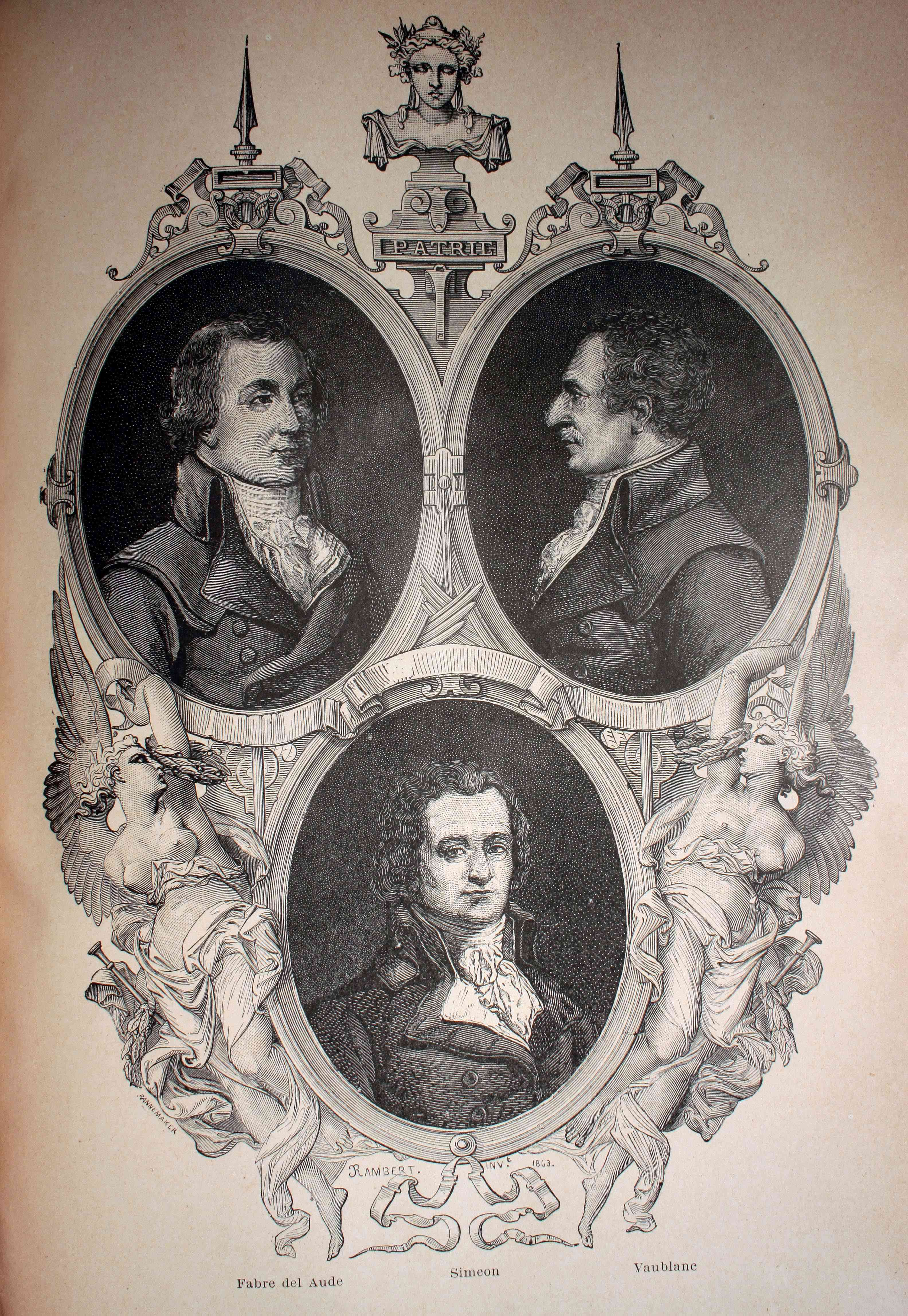
Portrait de Fabre de l'Aude en haut à gauche accompagné des portraits de Vincent-Marie Viénot de Vaublanc en haut à droite et de celui de Joseph Jérôme Siméon en bas.

Élu, le 24 vendémiaire an IV, élu député de l'Aude au Conseil des Cinq-Cents, Fabre prit une part active aux travaux de cette assemblée et y acquit de l'autorité dans les matières financières. Il fit échouer le projet de mise en ferme des postes qu'avait conçu le Directoire, détermina les remises à faire aux receveurs de l'emprunt forcé, demanda qu'aucun établissement public ne pût être déplacé sans une loi spéciale, fit voter, pour des raisons d'économie budgétaire, l'ajournement indéfini du projet de Lamarque sur l'institution de chaires de langues étrangères, et prendre une résolution assurant le bon entretien des instruments et machines du Conservatoire national des arts et métiers.
Élu secrétaire du Conseil des Cinq-Cents, le 1er brumaire an V, il proposa l'augmentation au triple du port des journaux, et une régie intérimaire pour la perception du droit de passe ; fit déterminer le règlement des indemnités dues aux jurés du tribunal de cassation, insista sur la proposition tendant à assujettir les électeurs au serment, demanda l'ajournement du projet relatif à la continuation de la vente des biens nationaux en Belgique, combattit et fit rejeter la proposition d'exemption du droit de patente en faveur des artistes, et provoqua, dans l'intérêt des hospices, l'établissement de l'impôt sur les billets de spectacles, connu depuis sons le nom de « droit des pauvres ». Il appuya le rétablissement des rentes foncières non féodales, et, adjoint à la commission des finances le 25 thermidor an V, proposa de couvrir le déficit qui était alors de 125 millions sur les dépenses ordinaires de l'année, par le rétablissement de la loterie et de l'impôt sur le sel. À son projet était joint un état détaillé, par ministère, des dépenses ordinaires de l'État, avec mention des lois qui les avaient ordonnées. Les dépenses de la France s'élevaient alors, d'après le calcul officiel de Fabre, au chiffre de 502 790 510 francs. Fabre présenta le rapport sur le budget des dépenses de l'an VI, sur les résultats de la perception du droit frappant les billets de spectacles, et de l'enregistrement, fit déterminer le mode d'imposition des bâtiments nationaux, et le droit d'enregistrement à percevoir sur les ventes, présenta deux projets pour « remédier aux abus qui diminuaient le produit de la loterie nationale », et fit voter une loi répressive de la soustraction ou falsification des billets de la loterie. Sur sa proposition, l'estimation de 1790 fut déterminée comme base officielle de la mise à prix des biens nationaux. Il présenta le rapport sur le projet établissant des « octrois de bienfaisance », et la division à établir entre les dépenses communales et les dépenses départementales. Il fit un autre rapport important sur l'organisation des ponts et chaussées, élabora le projet pour la clôture et le remboursement de « l'emprunt contre l'Angleterre », combattit le projet relatif aux bons des émigrés et des déportés, discuta les bases proposées pour l'organisation des hospices civils et appuya la validation des élections du département de Seine-et-Oise.
Fabre fut réélu député au Conseil des Cinq-Cents, le 28 germinal an VII, par le département de l'Aude. Il s'opposa a la proposition du Directoire qui voulait pratiquer une coupe extraordinaire dans les forêts de l'État, et s'éleva vivement contre les effets de l'emprunt forcé et de la loi sur les otages : « Voilà, dit-il en terminant, de quoi dessiller les yeux des Quinze-Vingts ». Son discours excita des murmures violents et quelques députés réclamèrent son envoi à l'Abbaye.
Le caractère de son opposition au Directoire le désignait pour faire partie du personnel dont Bonaparte s'entoura après le 18 brumaire.

### Sous le Consulat et le Premier Empire
Au lendemain du coup d'État, il partit pour les départements du Midi avec une mission où il « seconda les vues du gouvernement », et, le 1er nivôse an VIII, il fut nommé membre du Tribunat : il s'y occupa presque exclusivement des questions budgétaires et devint, l'année suivante, président de cette Assemblée.
On rapporte dans plusieurs biographies et dans un certain nombre de mémoires particuliers, que Napoléon, qui redoutait la compétence financière de Fabre, lui donna ce poste pour l'empêcher de parler et de critiquer son administration.
Le 1er ventôse an X, Fabre publia sous le titre Recherches sur l'impôt du tabac et moyens de l'améliorer, un travail où il émit l'idée de « recourir à une administration spéciale qui embrasserait la régie de toutes les taxes indirectes ». Il convertit cette idée en un projet de loi qu'il présenta au Tribunat, et qui fut adopté par le gouvernement en l'an XI.
Il fut créé Membre de la Légion d'honneur le 4 frimaire an XII, il proposa, pour le budget de 1804, l'établissement d'un impôt sur les boissons et la création de la régie des droits réunis.

Lors de la proclamation de l'Empire, le 18 mai 1804, Fabre vint saluer Napoléon Ier à la tête du Tribunat. 

« Sire, lui dit-il, ce nouveau titre n'ajoute rien à votre gloire, il est indépendant de la majesté du trône ; vous ne le devez ni à la force des circonstances, ni aux hasarde de la naissance... »

 Admis, le même jour, auprès de l'Impératrice Joséphine, il lui dit : 

« Les femmes reprennent enfin le rang dont une grossière et funeste démagogie les avait éloignées, nous ne séparons plus l'époux de l'épouse. »

Il fut promu, le 25 prairial an XII, au grade de commandant de l'ordre de la Légion d'Honneur.
En brumaire suivant, il se rendit en Allemagne à la tête d'une députation du Tribunat, pour féliciter l'Empereur sur ses victoires, mais il ne put joindre Napoléon. La députation, néanmoins, ne perdit pas tout à fait son temps. Elle reçut à Linz (Autriche) 170 drapeaux pris sur l'ennemi et les rapporta à Paris.
Un décret du 2 germinal an XIII ayant nommé « Madame Mère » protectrice des sœurs de la Charité et des sœurs hospitalières, M. Fabre fut chargé, le 11 du même mois, de la complimenter à la tête de son corps. Il fut accusé à cette occasion d'avoir tenu ce propos singulier : « La conception que vous avez eue en portant dans votre sein le grand Napoléon n'a été assurément qu'une inspiration divine ». Il s'en disculpa dans une notice qu'il publia sur sa vie en 1816, en reproduisant le texte de son discours tel qu'il fut inséré dans le Journal de l'Empire du 2 germinal au XIII.
Le 14 août 1807, Fabre fut nommé membre du Sénat conservateur, après avoir été présenté deux fois par son département pour un siège à la haute assemblée et, le 26 avril 1808, il fut créé comte de l'Empire.
En 1810, ses collègues l'élurent membre du grand conseil d'administration du Sénat, et un décret impérial, du 26 mars de la même année, lui conféra le titre et les fonctions de procureur général près le Conseil du sceau des titres. Toutefois la fidélité du comte Fabre au gouvernement de l'Empereur ne résista pas à l'épreuve des désastres.

### Sous la Restauration

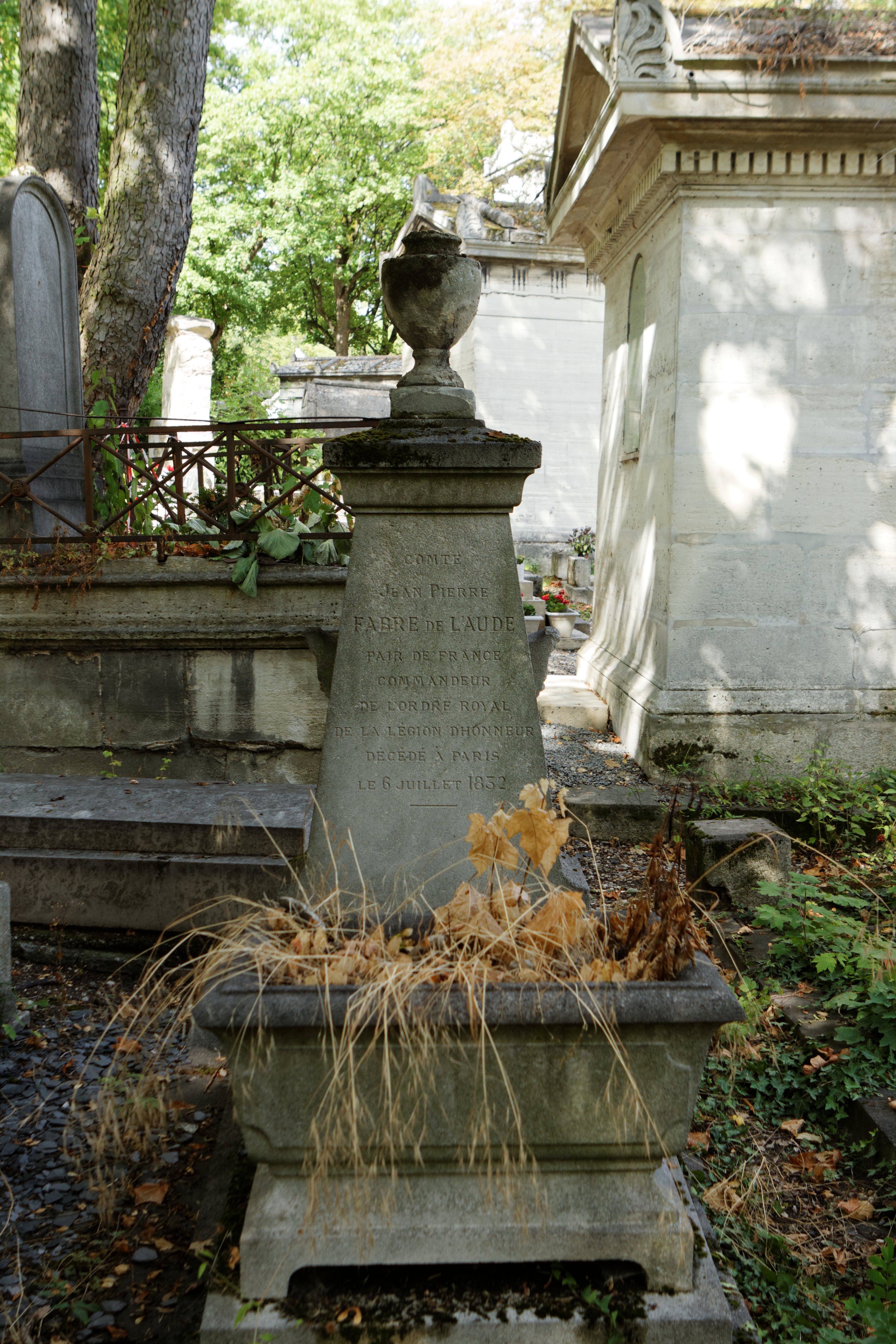
Tombe au cimetière du Père-Lachaise.

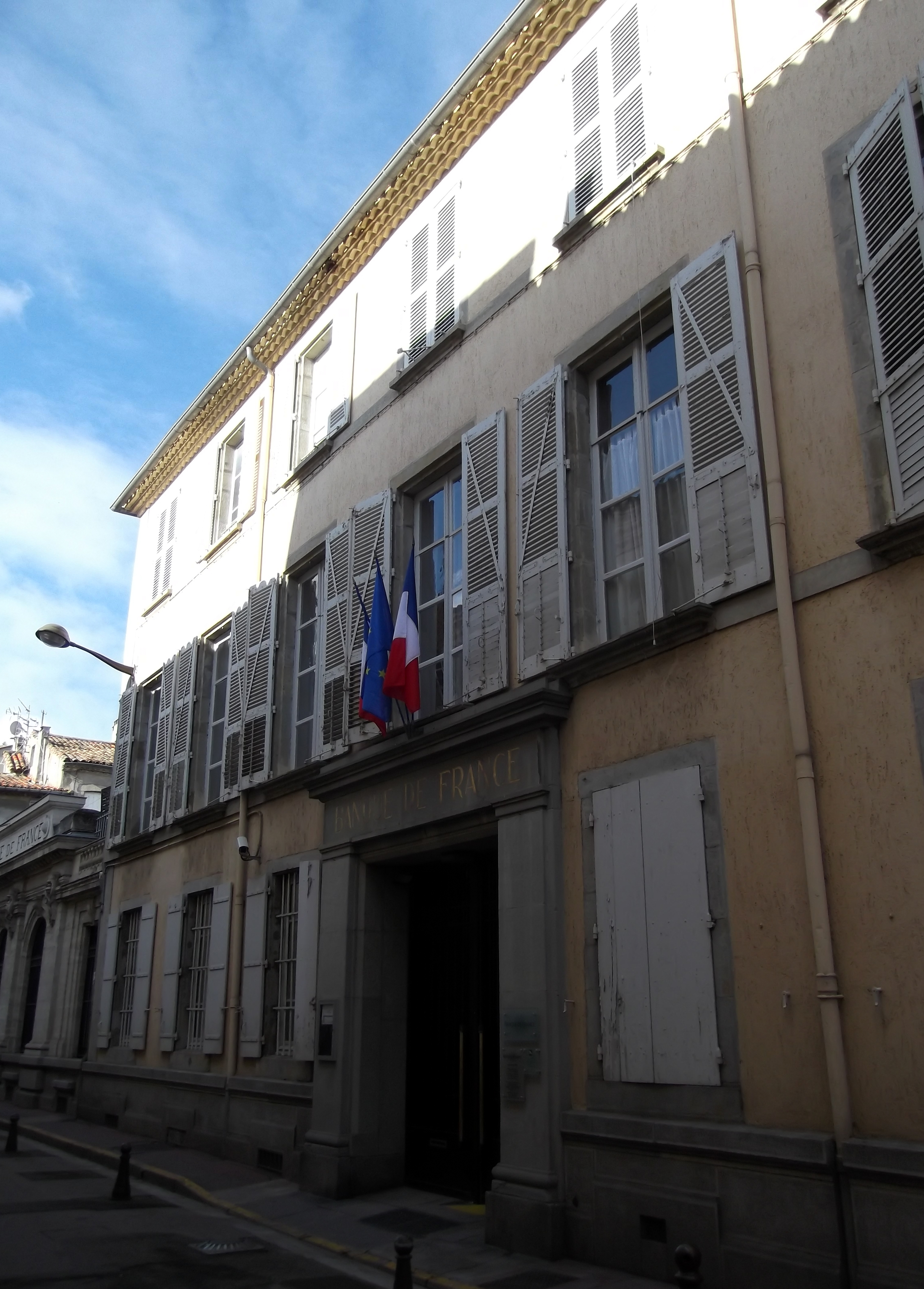
Ancien hôtel particulier du comte Jean-Pierre Fabre de l'Aude à Carcassonne abritant la succursale de la Banque de France.

Il fut, le 1er avril 1814, au nombre des 63 sénateurs qui votèrent la création du gouvernement provisoire. Il indiqua, dans une motion d'ordre, les principales bases constitutionnelles qui furent adoptées par la déclaration de Saint-Ouen. Nommé l'un des commissaires chargés de faire le rapport sur le projet de constitution présenté par le gouvernement provisoire, il proposa le principe de la disposition tendant à abolir la confiscation.
Le comte Fabre fut compris au nombre des sénateurs créés pairs par l'ordonnance royale du 3 juin 1814. Il vota dans la nouvelle Chambre des pairs contre la loi relative à la restriction de la liberté de la presse.
Après le retour de l'île d'Elbe, il fut appelé par Napoléon à la Chambre des pairs formée par le décret du 2 juin 1815. Le lendemain, il proposa l'adresse d'usage. On était alors avant Waterloo; mais, le 1er juillet, après Waterloo, il s'opposa à l'adoption de l'adresse par laquelle Napoléon II était proclamé empereur, soutenant qu'elle était contraire aux intérêts de la patrie.
« Après Waterloo, M. Fabre, dit la Biographie nouvelle des contemporains, s'était engagé envers M. le baron de La Rochefoucauld, qui montrait le plus grand zèle pour la cause royale, à faire au sein de la Chambre des pairs une motion d'ordre, suivie d'un projet d'adresse tendant à envoyer au roi une députation pour le supplier de rentrer dans Paris avant les troupes étrangères. M. Fabre s'était assuré du concours de plusieurs pairs, qui devaient appuyer sa proposition, notamment de celui de M. le duc de Cambacérès, président de la Chambre, qui écrivit au duc d'Otrante, eu l'invitant a accorder les passeports nécessaires à M. le baron de La Rochefoucauld pour se rendre auprès du roi. Les passeports n'ayant point été accordés, le message n'eut pas lieu. »
Après le retour de Louis XVIII, le comte Fabre fut compris dans l'ordonnance du 24 juillet 1815, déclarant démissionnaires et déchus de leur dignité tous les pairs qui avaient siégé dans la Chambre formée par Napoléon. Mais sa disgrâce ne fut pas longue. Il fut rétabli dans la pairie par l'ordonnance royale du 21 novembre 1819. Dès le 9 janvier 1818, il avait été autorisé à fonder, en faveur de son fils, un majorat au titre de vicomte, dont les lettres patentes lui furent expédiées le 29 mai suivant.
Il parla dans la séance du 23 mars 1822 sur le projet de résolution relatif à la compétence et au mode de procéder de la Chambre des pairs en matière correctionnelle et criminelle, et la Chambre des pairs ordonna l'impression de son discours.
Il siégea à la Chambre haute jusqu'à sa mort, survenue lors de l'épidémie de choléra en 1832. Il est inhumé au cimetière du Père-Lachaise à Paris (39e division) auprès du comte Charles Ferdinand Fabre de l'Aude, décédé en 1834, artiste-peintre, président de la Société d'Alexandrie pour l'encouragement des sciences et des arts et membre du comité de la Société des artistes libres, et du comte Charles Ferdinand Fabre de l'Aude (1835-1894), artiste-peintre, élève de Duvaux et de Lazerger.
Le comte Fabre de l'Aude est l'ascendant direct de François de Grossouvre (1918-1994) dont la grand-mère née Yvonne Panon du Hazier avait pour trisaïeul Fabre de l'Aude. Un des 26 enfants que Fabre de l'Aude a eus de Rose Marguerite Moffre, Marie Thérèse Lucrèce Béatrix Fabre de l'Aude épouse Jacques Leger Cagniard, leur fille épouse Baptistin Auban, ce sont les grands parents d'Yvonne Panon du Hazier (voir généalogies Panon du Hazier et Durand de Grossouvre).
Le comte Fabre a laissé un certain nombre d'écrits parmi lesquels nous citerons :
1. Lettre à mon fils sur ma conduite politique en 1816 ;
2. une traduction d'un ouvrage italien intitulé Réflexions politiques et morales, avec des notes du traducteur en italien et en français, 1 vol. in-12, Paris, 1817, etc...

## Titres
- Comte Fabre de l'Aude et de l'Empire (lettres patentes du 26 avril 1808, Bayonne) ;
- Pair de France[6] :
  - Pair « à vie » par l'ordonnance du 4 juin 1814 ;
  - Révoqué par l'ordonnance du 24 juillet 1815 ;
  - Rappelé à la Chambre des pairs le 18 novembre 1819 ;
  - Baron-pair héréditaire (13 mars 1820) ;
  - Institution de majorat attaché au titre de vicomte (accordée par lettres patentes du 29 mai 1818, à Paris)[7].

## Distinctions
- Légion d'honneur[8] :
  - Légionnaire (4 frimaire an XII (26 novembre 1803), puis,
  - Commandant de la Légion d'honneur (25 prairial an XII (14 juin 1804).

## Armoiries
| Figure | Blasonnement |
|        | Armes du comte Fabre de l'Aude et de l'Empire De gueules à la bande d'or, deux besans en haut et un en bas, franc-quartier du Sénat., - Livrées : azur, gueules et or. |
|        | Armes du comte Fabre de l'Aude, baron-pair héréditaire De gueules, à la bande d'or, acc. de trois besants du même, 2 en chef et 1 en pointe.,                          |